# Oxtjärnen (Vilhelmina socken, Lappland)
Oxtjärnen är en sjö i Vilhelmina kommun i Lappland och ingår i Ångermanälvens huvudavrinningsområde.